# Samurai Shodown (jogo eletrônico)
Samurai Shodown é um jogo de luta de videogame desenvolvido e lançado pela SNK em 1993.

## História
Amakusa, usando o corpo de Shinzo Hattori (um dos filhos de Hanzo ), ressuscita com a ajuda de Ambrosia, um demônio, e tenta mergulhar o mundo no caos. Haohmaru e Nakoruru conseguem acabar com ele no fim.

## Personagens
- Haohmaru
- Nakoruru
- Hanzo Hattori
- Galford
- Ukyo Tachibana
- Jubei Yagyu
- Kyoshiro Senryo
- Genan Shiranui
- Wan-fu
- Charlotte Christine de Colde
- Earthquake
- Tam Tam
- Shiro Tokisada Amakusa (Chefe; não selecionável)

## Recepção
Chad Okada, "The Gaming Lord", diz que Samurai Shodown colocou a SNK no mapa e sobressaiu-se sobre jogos de arcade na época. O presidente da Noise Factory, Keiko Iju, clama que um dos fatores que contribuíram ao sucesso do jogo foi a modificação do tema medieval a um jogo de luta 1 contra 1, um grande contraste entre outros jogos que têm sua história baseadas no tempo contemporâneo.